# Trinidad de Copán (ort)
Trinidad de Copán är en ort i Honduras.   Den ligger i departementet Departamento de Copán, i den västra delen av landet, 190 km nordväst om huvudstaden Tegucigalpa. Trinidad de Copán ligger 797 meter över havet och antalet invånare är 2 232.
Terrängen runt Trinidad de Copán är kuperad, och sluttar norrut. Runt Trinidad de Copán är det ganska tätbefolkat, med 104 invånare per kvadratkilometer. Närmaste större samhälle är La Entrada, 11,2 km norr om Trinidad de Copán. Omgivningarna runt Trinidad de Copán är en mosaik av jordbruksmark och naturlig växtlighet.